# 蘇原東栄町
蘇原東栄町（そはらとうえいちょう）は、岐阜県各務原市の地名。現行行政町名は蘇原東栄町一丁目、蘇原東栄町二丁目。

## 地理
各務原市の蘇原地区に属する。町域の東部と北部は蘇原東島町、西部は蘇原野口町、南部は蘇原興亜町に接する。
地名は、東島地区の繁栄を意味する。
道路
- 県道205号長森各務原線
- いちょう通り

## 歴史
1976年（昭和51年）3月27日、蘇原東島町の一部と蘇原野口町の一部をもって蘇原東栄町が成立。

## 世帯数と人口
2024年（令和6年）10月1日現在の世帯数と人口は以下の通りである。
| 丁目             | 世帯数  | 人口    |
| ---------------- | ------- | ------- |
| 蘇原東栄町一丁目 | 223世帯 | 521人   |
| 蘇原東栄町二丁目 | 356世帯 | 734人   |
| 計               | 579世帯 | 1,255人 |

## 小・中学校の学区
市立小・中学校に通う場合、学区は以下の通りとなる。
| 番・番地等 | 小学校               | 中学校               |
| ---------- | -------------------- | -------------------- |
| 全域       | 各務原市立中央小学校 | 各務原市立中央中学校 |

## 主な施設
- 野口公園